# 유행

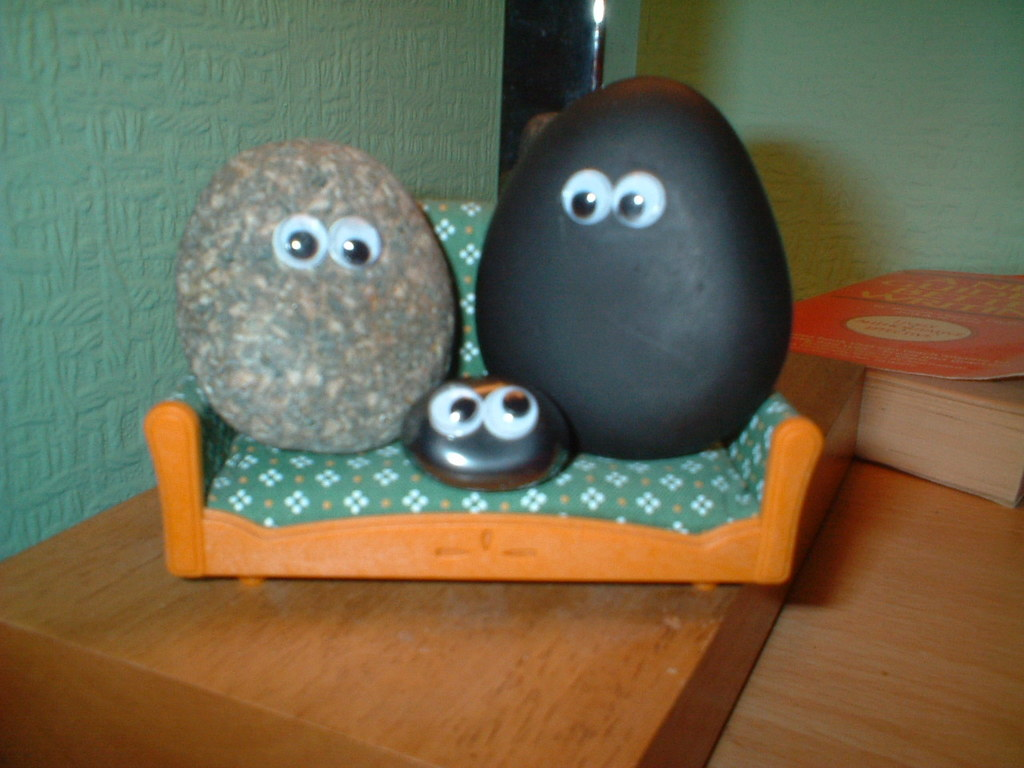
펫 록(Pet rocks)은 1970년대에 짧게 유행했던 품목이었다.

2017년에 인기를 얻은 춤 동작인 플로스를 추는 남자

유행(流行, 조선말: 류행) 또는 트렌드(영어: trend)는 문화, 세대 또는 사회 집단 내에서 발전하는 집단행동의 한 형태로, 사람들이 짧은 기간 동안 충동을 열정적으로 따르는 현상이다.
유행은 짧은 인기를 얻다가 사라지는 대상이나 행동을 말한다. 유행은 종종 갑작스럽게 퍼지고 짧게 지속되는 현상으로 여겨진다. 유행에는 다이어트, 옷, 헤어스타일, 장난감 등이 있다. 역사적으로 인기 있었던 유행으로는 요요와 훌라후프 같은 장난감과 마카레나, 플로스, 트위스트 같은 유행성 춤이 있다.
습관이나 관습과 비슷하지만 덜 지속적인 유행은 종종 또래집단 내에서 인기 있거나 흥미로운 것으로 인식되거나, 사회 네트워크에서 종종 홍보되는 "멋진" 것으로 여겨지는 활동이나 행동에서 비롯된다. 유행은 그것을 채택하는 사람들의 수가 주목할 만하거나 바이러스처럼 퍼질 정도로 증가하기 시작할 때 "유행한다"고 말한다. 유행은 참신함에 대한 인식이 사라지면 종종 빠르게 사그라든다.

## 개요
유행과 관련된 행동의 구체적인 본질은 특이한 언어 사용, 독특한 옷, 유행성 다이어트 또는 피라미드 사기와 같은 사기 등 모든 유형이 될 수 있다. 일반적인 참신함 외에도 대량 마케팅, 감정적 협박, 동조 압력, 또는 동조에 대한 욕구가 유행을 촉발할 수 있다. 유명 연예인들도 유행을 이끌 수 있는데, 예를 들어 오프라의 북클럽의 매우 인기 있는 효과가 있다.
일부에서는 유행이라는 용어를 트렌드와 동일하게 여기지만, 유행은 일반적으로 빠르고 짧은 행동으로 간주되는 반면, 트렌드는 장기적이거나 심지어 영구적인 변화로 발전하는 것이다.

### 경제학
경제학에서 이 용어는 비슷한 방식으로 사용된다. 유행은 정치철학의 패션이나 소비주의를 야기하는 것과 유사한 사회적 또는 심리적 힘으로 인해 발생하는 내재 가치로부터의 평균 회귀 편차이다.

## 형성
많은 현대 유행은 유사한 사회 조직 패턴을 공유한다. 유행과 그것이 퍼지는 방식을 살펴보는 데 도움이 되는 여러 가지 모델이 있다.
유행의 확산을 살펴보는 한 가지 방법은 탑다운 모델을 통해 이루어지는데, 이 모델은 패션이 엘리트를 위해 만들어지고, 엘리트로부터 하위 계층으로 퍼진다고 주장한다. 초기 채택자들은 반드시 높은 지위를 가진 사람들이 아닐 수도 있지만, 새로운 혁신을 실험할 수 있는 충분한 자원을 가지고 있다. 탑다운 모델을 볼 때, 사회학자들은 선택의 역할을 강조하는 것을 좋아한다. 엘리트들이 특정 유행을 도입할 수도 있지만, 다른 사람들은 그 유행을 채택할지 선택해야 한다.
다른 사람들은 모든 유행이 채택자들로부터 시작되는 것은 아니라고 주장할 수 있다. 사회생활은 이미 사람들에게 새롭고 혁신적인 유행의 기초를 만드는 데 도움이 될 수 있는 아이디어를 제공한다. 기업들은 사람들이 이미 무엇에 관심이 있는지 살펴보고 그 정보로부터 무언가를 만들 수 있다. 유행 뒤에 있는 아이디어는 항상 독창적인 것이 아니다. 그것들은 이미 당시에 인기 있는 것에서 파생될 수 있다. 레크리에이션 및 스타일 유행 추종자들은 이미 존재하는 기본 패턴이나 아이디어의 변형을 시도할 수 있다.
유행의 확산을 살펴보는 또 다른 방법은 상징적 상호작용주의적 관점을 통하는 것이다. 사람들은 주변 사람들에게서 행동을 배운다. 집단 행동의 경우, 이러한 공유된 규칙, 의미, 감정의 출현은 생리적 각성보다는 상황의 단서에 더 의존한다. 사람들의 행동이 공유된 의미와 가정에 의해 지시된다고 설명하는 이론인 상징적 상호작용주의와의 이러한 연결은 유행이 퍼지는 것이 사람들이 사물에 의미와 감정을 부여하기 때문이지, 예를 들어 그 사물이 실용적인 용도를 가지고 있기 때문이 아니라고 설명한다. 사람들은 그 유행을 채택한 다른 사람들과 공유하는 의미와 가정 때문에 유행을 채택할 수도 있다. 사람들은 집단의 일부가 되는 것과 그것이 상징하는 것을 즐기기 때문에 유행의 다른 채택자들과 함께할 수도 있다. 어떤 사람들은 내부자처럼 느끼고 싶어서 참여할 수도 있다. 여러 사람이 같은 유행을 채택할 때, 다른 사람들도 같은 선택을 했기 때문에 자신이 올바른 선택을 했다고 느낄 수도 있다.

## 종료
주로 유행은 모든 혁신적인 가능성이 소진되었기 때문에 끝난다. 사람들은 더 이상 유행을 새롭고 독특하다고 여기지 않을 때 사라지기 시작한다. 더 많은 사람들이 유행을 따르면서 일부는 그것이 "과밀"하다고 느끼기 시작하고, 더 이상 같은 매력을 가지지 못한다. 여러 번, 유행을 처음 채택한 사람들은 또한 그것을 먼저 포기한다. 그들은 유행에 대한 몰두가 일상적인 활동 중 일부를 소홀히 하게 만든다는 것을 인식하기 시작하고, 그들의 행동의 부정적인 측면을 깨닫는다. 유행 추종자들이 더 이상 유행의 새로운 변형을 만들지 않을 때, 사람들은 다른 활동에 대한 소홀과 유행의 위험을 깨닫기 시작한다. 그러나 모든 사람이 유행을 완전히 포기하는 것은 아니며, 일부는 남아있을 수도 있다.
한 연구는 특정 유행이 다른 유행보다 빨리 사라지는 이유를 조사했다. 펜실베이니아 대학교 와튼 스쿨 오브 비즈니스의 마케팅 교수인 조나 버거와 그의 동료 가엘 르 멘스는 유행의 종결을 탐구하기 위해 미국과 프랑스의 아기 이름을 연구했다. 그들의 결과에 따르면, 이름이 빨리 인기를 얻을수록, 그것들은 더 빨리 인기를 잃었다. 그들은 또한 전체적으로 가장 성공적이지 못한 이름이 가장 빨리 유행한 이름이라는 것을 발견했다.

## 집단행동
유행은 넓은 의미의 집단행동에 속할 수 있는데, 이는 크지만 느슨하게 연결된 사람들의 집단에 의해 수행되는 행동을 말한다. 유행 외에도 집단행동에는 군중 속 사람들의 활동, 공황, 패션, 열광 등이 포함된다.
집단행동이라는 용어를 만든 로버트 E. 파크는 이를 "공통적이고 집단적인 충동, 즉 사회적 상호작용의 결과인 충동의 영향을 받는 개인의 행동"이라고 정의했다. 유행은 충동적이고 감정에 의해 움직이는 것으로 여겨지지만, 유행에 대한 투자 외에는 공통점이 거의 없는 사람들의 집단을 하나로 모을 수 있다.

## 집단 강박
유행은 또한 "집단 강박"의 범주에 속할 수 있다. 집단 강박은 세 가지 주요 공통 특징을 가지고 있다. 첫 번째이자 가장 분명한 징후는 특정 신념이나 행동의 빈도와 강도가 증가하는 것이다. 유행의 인기는 빈도와 강도 면에서 빠르게 증가하는 반면, 트렌드는 더 느리게 성장한다. 두 번째는 그 행동이 강박에 속하지 않는 사람들에게는 우스꽝스럽고 비합리적이거나 사악한 것으로 여겨진다는 것이다. 어떤 사람들은 특정 유행을 따르는 사람들을 불합리하고 비이성적이라고 볼 수도 있다. 이들에게 유행은 우스꽝스럽고, 사람들의 유행에 대한 강박도 마찬가지로 우스꽝스럽다. 세 번째는 정점에 도달한 후 갑자기 떨어지고 그 다음에는 반대 강박이 뒤따른다는 것이다. 반대 강박이란 유행이 끝나면, 그 유행에 참여했던 사람이 조롱을 당하게 된다는 의미이다. 유행의 인기는 참신함이 사라지면 종종 급격하게 감소한다. 어떤 사람들은 유행이 더 이상 인기가 없으므로 "과대광고할 가치가 없었다"고 지적하며 유행을 비판하기 시작할 수도 있다.

## 같이 보기
- 편승 효과
- 분류:유행 (역사상 주목할 만한 유행)
- 쿨
- 쿨헌팅
- 군중심리학
- 구글 트렌드
- 과대 광고
- 인터넷 밈 목록
- 시장 트렌드
- 밈학
- 동조 압력
- 복고풍
- 사회적 전염
- 사회적 광기
- 바이러스 현상
- 15분 명성
- 양 목에 방울 달기

## 참고 자료
- Arena, Barbara (2001). 《The Complete Idiot's Guide to Making Money with Your Hobby》. Alpha. ISBN 978-0-02-863825-6.
- Aguirre, B.E. Jorge L.; Mendoza, Jorge L.; Quarantelli, E.L. (1988). 《The collective behavior of fads: The characteristics, effects, and career of streaking》. 《American Sociological Review》 53. 569–584쪽. doi:10.2307/2095850. JSTOR 2095850.
- Best, Joel (2006). Flavor of the Month: Why Smart People Fall for Fads. University of California Press. ISBN 9780520246263.
- Burke, Sarah. "5 Marketing Strategies, 1 Question: Fad or Trend?". Spokal.
- Camerer, Colin (1989). 《Bubbles and Fads in Asset Prices》. 《Journal of Economic Surveys》 3. 3–41쪽. doi:10.1111/j.1467-6419.1989.tb00056.x.
- Conley, Dalton (2015). You may ask yourself: An introduction to thinking like a sociologist. New York: W.W. Norton & Co. ISBN 978-0-393-93773-2.
- Domanski, Andrzej (2004). 《Collective fascinations (fads) and the idea of ephemeral culture》. 《Kultura I Spoleczenstwo (Culture and Society)》 48. 2011년 7월 18일에 원본 문서에서 보존된 문서. (review/summary)
- Griffith, Benjamin (2013). "College Fads". St. James Encyclopedia of Popular Culture – via Gale Virtual Reference Library.
- Heussner, Ki Mae. "7 Fads You Won't Forget". ABC News.
- Issitt, Micah L. (2009). 《Hippies: A Guide to an American Subculture》. Greenwood. ISBN 978-0-313-36572-0.
- Killian, Lewis M.; Smelser, Neil J.; Turner, Ralph H. "Collective behavior". Encyclopædia Britannica.
- Kornblum, William (2007). 《Sociology in a Changing World》 8판. Wadsworth Publishing. ISBN 978-0-495-09635-1.
- Sparks, Jared; Everett, Edward; Lowell, James Russell; Lodge, Henry Cabot (1899). 《The North American review》 168. New York: North American Review Publishing Co.
- Suzuki, Tadashi; Best, Joel (2003). 《The Emergence of Trendsetters for Fashions and Fads》. 《Sociological Quarterly》 44. 61–79쪽. doi:10.1111/j.1533-8525.2003.tb02391.x. S2CID 145052921.